# Халфина, Раиса Осиповна
Раи́са О́сиповна Ха́лфина (при рождении Рася Иосифовна Халфен; 5 июня 1910, Бельцы, Бессарабская губерния — 16 февраля 1998, Москва) — советский юрист, специалист по гражданскому праву, а также — теории государства и права. Доктор юридических наук (1956), профессор юридического факультета МГУ имени Ломоносова и Московской государственной юридической академии. Заслуженный деятель науки РСФСР (1972).

## Биография
Родилась 23 мая (по старому стилю) 1910 года в Бельцах в семье Иосифа Срулевича Халфена, уроженца Саврани Балтского уезда, и Фейги Годелевны Халфен, родом из Бельц. Выпускница юридического факультета Одесского института народного хозяйства (1931).
В 1932—1940 годах — консультант Одесской областной конторы Госбанка СССР, в 1940—1944 годах — аспирант Института права АН СССР. Диссертацию кандидата юридических наук по теме «Правовое положение Госбанка СССР» защитила под руководством видного цивилиста М. М. Агаркова в 1944 году. С 1944 года работала в Институте права АН СССР. В 1955 году защитила докторскую диссертацию «Договор в английском гражданском праве». 

## Работы
Раиса Халфина являлась автором и соавтором более 300 научных публикаций, включая несколько монографии; она специализировалась, в основном, на советском гражданском праве и теории государства и права, включая право Великобритании и США:
- «Право личной собственности граждан СССР» (М., 1955) — была переведена на 10 иностранных языков.
- «Право наследования в СССР» (1951);
- «Советское социалистическое гражданское право, его основные принципы и институты» (1952);
- «Общее учение о правоотношении» (1974).
- «Право и экономические кризисы» (1992);
- «Современный рынок: правила игры» (1993);

Статьи
- О расовой и национальной дискриминации в гражданском праве США // Советское государство и право. — М., 1951. — № 5 (май). — С. 49 — 54.
- О предмете советского гражданского права // Советское государство и право. — М., 1954. — № 8. — С. 82 — 86.
- Гражданское законодательство Англии в период второй мировой войны (Краткий обзор) // Советское государство и право. — М., 1946. — № 1. — С. 70 — 79.